# 오스카 시즌
오스카 시즌(Oscar season)은 할리우드의 영화 스튜디오가 아카데미상 획득을 목표로 명성이 높은 영화를 많이 공개하는 시기이다. 오스카 시즌은 보통 가을 말, 겨울 초, 11월 즈음에 시작하여 그 해의 12월 31일에 끝나지만 여름 블록버스터 시즌이 끝나는 시기와 오스카 시즌이 시작하는 시기는 분명하지 않으며 해당 해에 따라 다르다.

## 기원
아카데미는 매년 2월 하순 또는 3월초에 실시되고, 상을함으로써 영화의 매상을 늘릴 계기가된다. 이를 이용하기 위해 스튜디오는 가을에 "오스카의 가치가 있다."고 생각하는 영화를 공개한다. 그 결과 영화는 노미네이트의 확률을 올리게 될 수 있다. 그러나 수상은 항상 영화의 상업적 성공으로 이어지는 것은 아니다.

## 캠페인
오스카 시즌 동안 스튜디오는 수상을 목표로 캠페인을 실시한다. 그리고 아카데미상 회원에 영향을 주기 위하여 돈을 지출한다.